# NXT The Great American Bash (2021)
NXT The Great American Bash (2021) – specjalny odcinek cotygodniowego programu NXT. Odbył się 6 lipca 2021 w WWE Performance Center w Orlando w stanie Floryda. Emisja była przeprowadzana na żywo za pośrednictwem USA Network.
W odcinku odbyły się cztery walki. W walce wieczoru, Adam Cole pokonał Kyle’a O’Reilly’ego. W innych walkach, Io Shirai i Zoey Stark pokonały The Way (Candice LeRae i Indi Hartwell) zdobywając NXT Women’s Tag Team Championship, LA Knight pokonał Camerona Grimesa broniąc Million Dollar Championship oraz MSK (Nash Carter i Wes Lee) pokonali Tommaso Ciampę i Timothy’ego Thatchera i obronili NXT Tag Team Championship.

## Produkcja i rywalizacje
NXT The Great American Bash oferowało walki profesjonalnego wrestlingu z udziałem wrestlerów z brandu NXT. Oskryptowane rywalizacje (storyline’y) kreowane są podczas cotygodniowych gal NXT. Wrestlerzy są przedstawieni jako heele (negatywni, źli zawodnicy i najczęściej wrogowie publiki) i face’owie (pozytywni, dobrzy i najczęściej ulubieńcy publiki), którzy rywalizują pomiędzy sobą w seriach walk mających budować napięcie. Kulminacją rywalizacji jest walka wrestlerska lub ich seria.

### Wpływ COVID-19
W wyniku pandemii COVID-19, która zaczęła wpływać na branżę w połowie marca, WWE musiało zaprezentować większość swojego programu z zestawu bez udziału realnej publiczności. Transmisje NXT odbyły się początkowo w macierzystej bazie NXT w Full Sail University w Winter Park w stanie Floryda. W październiku 2020 roku wydarzenia NXT zostały przeniesione do WWE Performance Center w Orlando w stanie Floryda, gdzie znajduje się "Capitol Wrestling Center", hołd złożony Capitol Wrestling Corporation, poprzednikowi WWE. Podobnie jak WWE ThunderDome wykorzystywane do programowania Raw i SmackDown, tablice LED zostały umieszczone wokół Performance Center, aby fani mogli uczestniczyć wirtualnie, podczas gdy dodatkowo obecni byli przyjaciele i członkowie rodziny wrestlerów, a także ograniczona liczba rzeczywistych fanów, oddzielonych od siebie ściankami z szkła. W kwietniu 2021 roku usunięto szklane ściany i zwiększono pojemność widowni na żywo. W czerwcu zwiększyło pojemność do blisko 300 widzów. Prawie wszystkie protokoły COVID-19 zostały zniesione, w tym wymagania dotyczące dystansu fizycznego i wymóg noszenia maseczek, chociaż każdy, kto uzyskał wynik pozytywny w ciągu ostatnich 14 dni, został poproszony o pozostanie w domu. Wirtualna publiczność została również usunięta wraz ze zwiększoną liczbą widzów na żywo.

### Kyle O’Reilly vs. Adam Cole
Na drugiej nocy NXT TakeOver: Stand & Deliver, Kyle O’Reilly pokonał Adama Cole’a w Unsanctioned matchu. Na TakeOver: In Your House, obydwu panom nie udało się zdobyć NXT Championship. Na najbliższym odcinku NXT, O’Reilly i Cole bili się na zapleczu, a generalny menadżer NXT William Regal ogłosił, że ta dwójka zmierzy się ze sobą na The Great American Bash.

### The Way vs. Io Shirai i Zoey Stark
29 czerwca na odcinku NXT, Io Shirai i Zoey Stark pokonały Shotzi Blackheart i Ember Moon oraz Raquel González i Dakota Kai stając się pretendentkami do NXT Women’s Tag Team Championship, a walka o tytuły przeciwko mistrzyniom The Way (Candice LeRae i Indi Hartwell) została ogłoszona na The Great American Bash.

### LA Knight vs. Cameron Grimes
Na TakeOver: In Your House, LA Knight pokonał Camerona Grimesa w Ladder matchu zdobywając wskrzeszone Million Dollar Championship. Na najbliższym odcinku NXT, LA Knight otrzymał formalnie tytuł Million Dollar Championship od Teda DiBiase. Po emocjonalnym promo, w którym podziękował DiBiase za to, że był stałym elementem jego dzieciństwa i nazwał otrzymanie od niego mistrzostwo honorem swojej kariery, Knight zaatakował DiBiase (którego uratował Grimes), po czym Grimes przeprosił DiBiase po walce na TakeOver. 29 czerwca na odcinku NXT, Grimes wyzwał Knighta na rewanż o tytuł na The Great American Bash, Knight zaakceptował wyzwanie, a zaś Grimes zaakceptował dodaną stypulację którą było to, że jeśli Grimes przegra, zostanie służącym Knighta.

## Wyniki walk
| Nr                                 | Wyniki                                                                                          | Stypulacje                                                                                   | Czas  |
| ---------------------------------- | ----------------------------------------------------------------------------------------------- | -------------------------------------------------------------------------------------------- | ----- |
| 1                                  | MSK (Nash Carter i Wes Lee) (c) pokonali Tommaso Ciampę i Timothy’ego Thatchera poprzez pinfall | Tag Team match o NXT Tag Team Championship                                                   | 11:53 |
| 2                                  | LA Knight (c) pokonał Camerona Grimesa poprzez pinfall                                          | Singles match o Million Dollar Championship Jeśli Grimes przegra, zostanie służącym Knighta. | 13:14 |
| 3                                  | Io Shirai i Zoey Stark pokonały The Way (Candice LeRae i Indi Hartwell) (c) poprzez pinfall     | Tag Team match o NXT Women’s Tag Team Championship                                           | 7:58  |
| 4                                  | Adam Cole pokonał Kyle’a O’Reilly’ego poprzez pinfall                                           | Singles match                                                                                | 20:33 |
| (c) – mistrz/mistrzyni przed walką |                                                                                                 |                                                                                              |       |